# ドヴジェンコ・フィルム・スタジオ
ドヴジェンコ・フィルム・スタジオ(ウクライナ語: Національна кіностудія художніх фільмів імені О. Довженка, VUFKU）は、ウクライナの首都キーウに存在する映画製作会社、映画スタジオである。ウクライナ人の映画作家オレクサンドル・ドヴジェンコに由来する。

## 略歴・概要

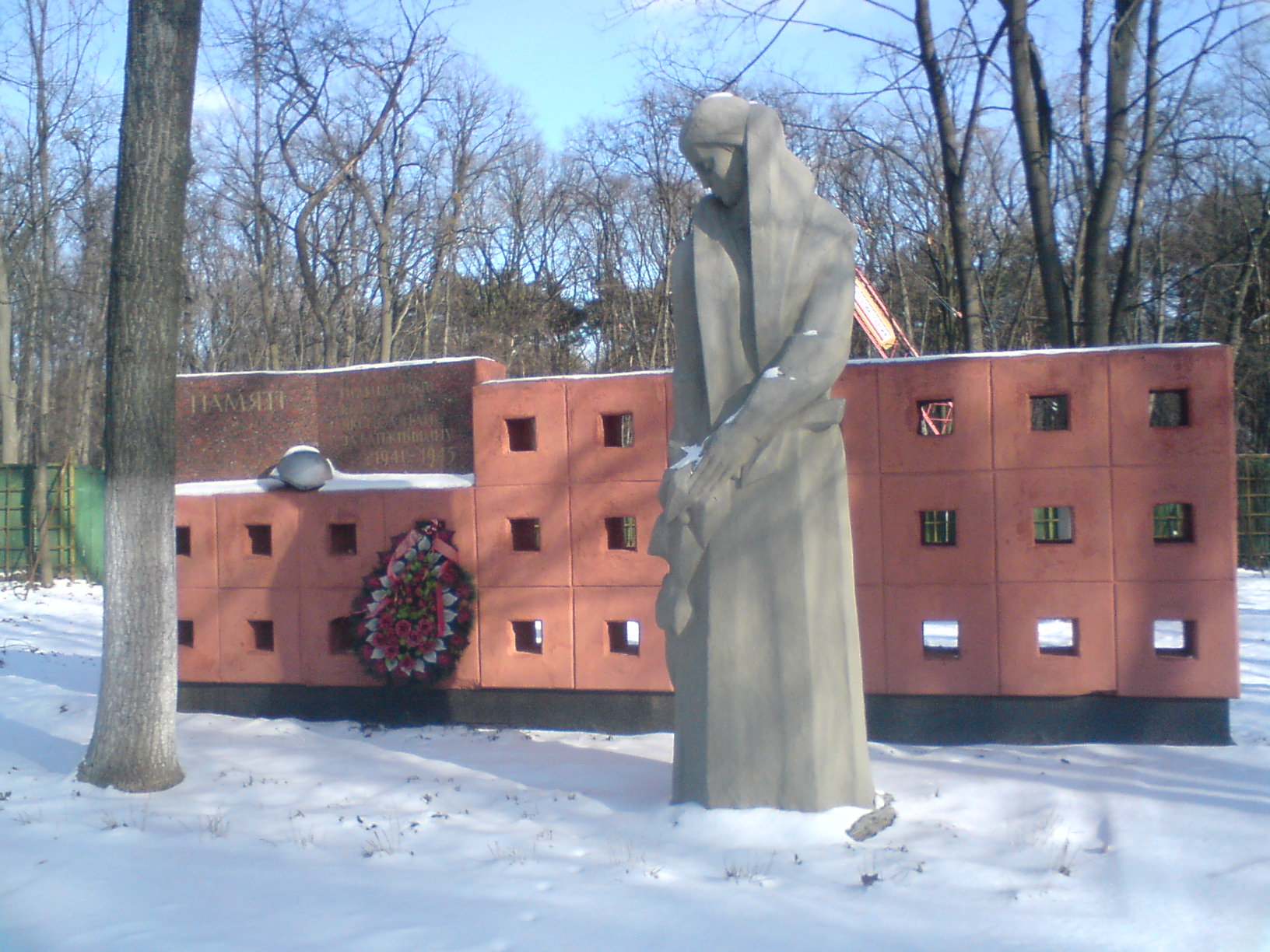
所内にあるモニュメント。

1927年、オレクサンドル・ドヴジェンコ・フィルム・スタジオとして建設された当時、同スタジオはウクライナ・ソビエト社会主義共和国で最大の撮影所であった。撮影用ステージを擁する建物群が完成するのは翌年であったが、映画製作は同年に開始された。
所内には現在も、同スタジオ内でかつて創作をおこなった数多くの映画作家たちを記念する記念プレートが、数多く設置されている。「シチョルソフスキー」という名の撮影棟があるが、これは同所内で製作されたドヴジェンコの監督作『シチョールス』（1939年）に由来している。所内の同地域は現在、博物館として使用されている。
撮影所に近い通りに面して位置するりんご園は、ドヴジェンコ自身の指示で植樹されたものである。1957年以来、オレクサンドル・ドヴジェンコの名を冠している。
2009年12月、ウクライナ映画の映画復元のためのスタジオが同所内に開設された。

## おもなフィルモグラフィ
- Ягодка любви / Love's Berries : 監督オレクサンドル・ドヴジェンコ、サイレント映画、1926年
- 『武器庫』 Арсенал / Arsenal : 監督オレクサンドル・ドヴジェンコ、サイレント映画、1928年
- 『ズヴェニゴーラ』 Звенигора / Zvenigora : 監督オレクサンドル・ドヴジェンコ、サイレント映画、1928年
- 『これがロシヤだ』（『カメラを持った男』） Человек с киноаппартом / Man with a Movie Camera : 監督ジガ・ヴェルトフ、ドキュメンタリー映画、1929年
- 『大地』 Земля / Earth : 監督オレクサンドル・ドヴジェンコ、サイレント映画、1930年
- 『イワン』 Иван / Ivan : 監督オレクサンドル・ドヴジェンコ、サイレント映画、1932年
- 『航空都市』 Аэроград / Aerograd : 監督オレクサンドル・ドヴジェンコ、SF映画、1935年
- 『シチョールス』 Щорс / Shchors : 監督オレクサンドル・ドヴジェンコ、ドキュメンタリー映画、1939年
- 『火の馬』 Тіні забутих предків / Shadows of Forgotten Ancestors : 監督セルゲイ・パラジャーノフ、歴史映画、1964年
- Білий птах з чорною ознакою / White Bird with Black Mark : 監督ユーリー・イリエンコ、1970年
- Пропала Грамота / The Lost Letter : 監督ボリス・イヴチェンコ、1972年
- В бой идут одни «старики» / Only Old Men Are Going to Battle : 監督レオニード・ブイコフ、1973年
- Голод-33 / Famine-33 : 監督オレス・ヤンチューク、1991年
- Москаль-чарівник / Moskal-Charivnyk : 監督ムイコラ・ザシエーエフ＝ルーデンコ、1995年
- Мамай / Mamay : 監督オレス・サーニン、2003年

## 関連事項
- モスフィルム
- レンフィルム
- ソユーズムリトフィルム
- ゴーリキー・フィルム・スタジオ （en:Gorky Film Studio）
- ベラルスフィルム （en:Belarusfilm）
- ウクライナの映画 （en:Cinema of Ukraine）
- 映画復元 （en:Film preservation）
- レオニード・ブイコフ （en:Leonid Bykov）
- ユーリー・イリエンコ （fr:Youriï Illienko）
- ボリス・イヴチェンコ （uk:Івченко Борис Вікторович）
- オレス・ヤンチューク （uk:Янчук Олександр Спиридонович）
- オレス・サーニン （uk:Санін Олесь Геннадійович）

## 註
1. ↑  Studio for digital restoration of Ukrainian films opens in Kyiv, Interfax-Ukraine （英語）, 2009年12月29日閲覧。

- Ruta Malikenaite. Guildebook: Touring Kyiv. Kiev: Baltia Druk, 2003. ISBN 9669604133